# Stadiony Mistrzostw Europy w Piłce Nożnej 2012
Miasta i stadiony

Ostateczna kandydatura

Miasta zwycięskiej Kandydatury Polski i Ukrainy wybranej w mieście Cardiff 18 kwietnia 2007:
- Polska – Warszawa
- Polska – Wrocław
- Polska – Gdańsk
- Polska – Poznań
- Ukraina – Kijów
- Ukraina – Donieck
- Ukraina – Lwów
- Ukraina – Dniepropietrowsk

Dodatkowo 4 miasta rezerwowe:
- Polska – Chorzów
- Polska – Kraków
- Ukraina – Odessa
- Ukraina – Donieck (Stadion Olimpijski)

Ostatecznie, finalna decyzja w sprawie wyboru miast została podjęta 13 Maja 2009.
- Ukraina – Charków zastąpił Dniepropietrowsk

Na Mistrzostwa Europy w Piłce Nożnej 2012 zostało zmodernizowanych i zbudowanych 8 stadionów. Cztery w Polsce i cztery na Ukrainie.
| Polska (PZPN)   |          |                    |           |                                   |              |                                                        |         |
| Lp.             | Miasto   | Stadion            | Pojemność | Użytkownicy                       | Rok otwarcia | Mecze EURO                                             | Zdjęcie |
| stadiony główne |          |                    |           |                                   |              |                                                        |         |
| 1               | Warszawa | Stadion Narodowy   | 58 500    | Reprezentacja Polski, Polish Bowl | 2012         | 3 mecze grupowe (mecz otwarcia), ćwierćfinał, półfinał |         |
| 2               | Gdańsk   | PGE Arena Gdańsk   | 43 615    | Lechia Gdańsk                     | 2011         | 3 mecze grupowe, ćwierćfinał                           |         |
| 3               | Wrocław  | Stadion Miejski    | 44 308    | Śląsk Wrocław                     | 2011         | 3 mecze grupowe                                        |         |
| 4               | Poznań   | INEA Stadion       | 43 269    | Lech Poznań, Warta Poznań         | 1980         | 3 mecze grupowe                                        |         |
| Ukraina (FFU)   |          |                    |           |                                   |              |                                                        |         |
| Lp.             | Miasto   | Stadion            | Pojemność | Użytkownicy                       | Rok otwarcia | Mecze EURO                                             | Zdjęcie |
| stadiony główne |          |                    |           |                                   |              |                                                        |         |
| 1               | Kijów    | Stadion Olimpijski | 70 050    | Dynamo Kijów                      | 1923         | 3 mecze grupowe, ćwierćfinał, finał                    |         |
| 2               | Donieck  | Donbas Arena       | 51 504    | Szachtar Donieck                  | 2009         | 3 mecze grupowe, ćwierćfinał, półfinał                 |         |
| 3               | Charków  | Stadion Metalist   | 38 863    | Metalist Charków                  | 1926         | 3 mecze grupowe                                        |         |
| 4               | Lwów     | Arena Lwów         | 34 915    | Karpaty Lwów                      | 2011         | 3 mecze grupowe                                        |         |

Miasta i stadiony rezerwowe:
Miasta rezerwowe, które ostatecznie nie zostały wzięte pod uwagę na podstawie decyzji UEFA z 13 maja 2009.
| Lp. | Zdjęcie | Miasto          | Stadion                       | Pojemność | Użytkownicy                        | Nota                                                      |
| --- | ------- | --------------- | ----------------------------- | --------- | ---------------------------------- | --------------------------------------------------------- |
| 1   |         | Chorzów         | Stadion Śląski                | 55 211    | Ruch Chorzów                       | nie wybrany przez UEFA, pierwotnie rezerwowy              |
| 2   |         | Kraków          | Stadion Henryka Reymana       | 33 326    | Wisła Kraków                       | nie wybrany przez UEFA, pierwotnie rezerwowy              |
| 3   |         | Odessa          | Stadion Centralny             | 34 362    | Czornomoreć Odessa                 | nie wybrany przez UEFA, pierwotnie rezerwowy              |
| 4   |         | Donieck         | Stadion Olimpijski w Doniecku | 25 678    | Metałurh Donieck, Szachtar Donieck | nie wybrany przez UEFA, pierwotnie rezerwowy              |
| 5   |         | Dniepropetrowsk | Dnipro Arena                  | 31 003    | FK Dnipro                          | nie wybrany przez UEFA, planowany jako gospodarz 3 meczów |